# باد برامشتيت
باد برام اشتت (بالألمانية: Bad Bramstedt) هي بلدة ألمانية تقع في ألمانيا في شليسفيغ هولشتاين. يقدر عدد سكانها بـ 13,522 نسمة .

## المدن التوأمة
مدينة Drawsko Pomorskie هي مدينة توأمة لـباد برام اشتت.

## أعلام
- هاينريش كريستيان شوماخر
- فابيال بول
- أرفيد فوكس